# Кампо-Сан-Мартино
Кампо-Сан-Мартино (итал. Campo San Martino) — коммуна в Италии, располагается в провинции Падуя области Венеция.
Население составляет 5371 человек, плотность населения составляет 409,1 чел./км². Занимает площадь 13,13 км². Почтовый индекс — 35010. Телефонный код — 049.
Покровителями коммуны почитаются святитель Мартин Турский, празднование 11 ноября, и святой Лаврентий, празднование 10 августа.

## Города-побратимы
- Сер-Кастет (Франция, с 2001)